# Guernica
|  | Per a altres significats, vegeu «Guernica (desambiguació)». |

Gernika-Lumo és un municipi de Biscaia, País Basc, pertanyent a la comarca de Busturialdea-Urdaibai, a la vall del riu Oka, formant la Ria de Guernica.
Té 15.571 habitants (INE 2004), una extensió de 8,6 km² i una densitat de 1.810 habitants/km². Limita al nord amb Forua, Kortezubi i Arratzu, a l'est amb Ajangiz, al sud amb Muxika, i a l'oest amb Errigoiti.
La ciutat és coneguda per ser víctima d'un bombardeig per la Legió Còndor de la Luftwaffe el 26 d'abril de 1937, durant la Guerra Civil espanyola. Els alemanys van atacar per a donar suport a Franco en el seu intent d'enderrocar al govern de la Segona República Espanyola donant lloc a un bombardeig aeri sobre població civil d'una intensitat desconeguda fins llavors. Gernika va ser devastada, encara que la Casa de Juntes i l'arbre no van ser danyats. La sirena d'alarma antiaèria de Guernica, que estava instal·lada a la fàbrica de pistoles d'Unceta y Cía, a l'est de la vila, la qual va sonar durant tot el bombardeig, encara es conserva al centre cultural Astra i s'activa cada 26 d'abril d'ençà l'any 2012 per recordar aquells tràgics fets. Pablo Picasso va pintar el seu famós quadre Guernica per a mostrar al món els horrors de la guerra i com cartell de la República Espanyola de l'Exposició Universal de París de 1938. A més, els voluntaris bascos que van participar en la Brigada Carnot de les Forces Franceses de l'Interior en la Segona Guerra Mundial van prendre el nom de Batalló Guernica.

## Història

### Formació de la vila
El Comte Don Tello va fundar el 28 d'abril de 1366 la Vila de Gernika. A l'origen, la Vila s'assentava en la cruïlla formada pels camins de Bermeo a Durango i de Bilbao a Elantxobe i Lekeitio. La seva ubicació és un punt estratègic on conflueixen, a més dels camins citats, una via natural important, com és la ria, on els vaixells podien accedir fins a la casa del Port de Suso.
En aquesta fundació apareixen, doncs, certes raons mercantils. Amb el temps va adquirir una tipologia urbanística típica de Vila basca, constituïda per una sèrie de carrers paral·lels tallats en angle recte per una altra de transversal i per les esglésies que estaven situades als extrems del recinte urbà.

### Delseglexva XVIII
A Guernica, que en el segle xv arribava a 5,8 Ha., i tenia uns 865 habitants, el nucli central estava format per quatre carrers paral·leles: Goyenkale, Azokekale, Artekale i Barrenkale i una transversal denominada Santa Maria. La vida de la Vila, amb una rígida normativa municipal encaminada a preservar els privilegis de la petita burgesia dominant, va romandre amb escasses alteracions al llarg dels segles xvi i xvii. Al segle xviii tenia 749 cases regulars, amb els carrers ja comentats, a més d'una plaça al centre, on s'alçava l'edifici de l'Ajuntament, hi havia una presó pública per al càstig dels malfactors de tot el Senyoriu i un Hospital i Casa de Misericòrdia per a acollir als veïns pobres de la Vila.
L'estructura dels edificis, amb abundants entramats de fusta, feien freqüents els incendis (1521, 1537 i 1835), als quals caldria afegir les inundacions importants que sofria la Vila quan coincidia el temporal de pluges amb la plenamar. L'activitat econòmica era bàsicament agrícola (cultiu de cereal, productes hortícoles i arbres fruiters), artesanal (rementers, sastres, sabaters, fabricació de lli…) i comercial (transport i venda de mercaderies). Aquests segles es van caracteritzar pel constant enfrontament de la Vila amb la seva veïna, Lumo, per problemes jurisdiccionals de límits, que no es van solucionar fins a l'any de 1882 que ambdues poblacions es van unir per a donar origen a Gernika-Lumo. En aquesta unió cada entitat va conservar el seu dret propi: Lumo va conservar el dret foral (propi de la Terra Plana de Biscaia) i la Gernika el dret comú castellà.

### Segle XX
Les indústries van arribar en la primera dècada del segle xx. La població va créixer constantment, passant dels 4.500 habitants de 1920 als 6.000 de 1936.

## L'arbre de Gernika
En un petit promontori de la Vila es trobava la Casa de Juntes amb el seu simbòlic arbre. Un costum fortament arrelat entre els bascos era la de congregar-se sota un arbre, generalment un roure, per a decidir sobre els interessos de la comunitat, tradició bastant generalitzada a l'Europa medieval. Pel que fa a Biscaia, cada territorialitat administrativa (Merindad) tenia el seu propi arbre. Al llarg dels segles es va singularitzar l'arbre de Gernika, que es trobava a Lumo, on existia un paratge denominat Gernikazarra, amb una roureda i una ermita. A l'ombra d'aquest arbre es van redactar les lleis biscaïnes fins a l'any 1876, sota els auspicis de tots els pobles, que enviaven dos representants a les sessions de les Juntes Generals.
Aquesta incipient forma de democràcia i respecte a la llibertat va ser glossada pel filòsof Rousseau, el poeta William Wordsworth, el dramaturg Tirso de Molina i el bard Iparraguirre amb el seu Gernikako arbola. Els reis castellans, abans de ser proclamats com a tal, havien d'anar a Gernika para prestar "sota l'arbre" el jurament de respectar els Furs biscains i d'aquesta manera eren proclamats Senyors de Biscaia.
Francisco de Mendieta va recollir el jurament dels Furs pel rei Ferran el Catòlic el 30 de juliol de 1476 en un quadre denominat popularment "El besamanos". L'aspirant a rei D. Carles de Borbó, durant les guerres Carlines, va acudir a Gernika, un 3 de juliol de 1875 per a jurar els Furs. Al llarg del segle xix les concentracions entorn de la Casa de Juntes van ser molt freqüents, tant per les convocatòries a Juntes com per la celebració d'actes polítics.

## Persones il·lustres
- Manuel Allendesalazar Muñoz, (1856-1923): Polític.
- Luis Villasante (1920-2000): frare franciscà, teòleg, escriptor i lingüista. Va ser president de la Reial Acadèmia de la Llengua Basca entre 1970 i 1988, contribuint a la creació d'una llengua basca unificada (euskera batua).
- Mauricio Ugartemendia, Mauri (1934): futbolista
- Federico Echave (1960): ciclista.
- Roberto Laiseka (1969): ciclista.
- Yolanda Alzola (1970): Presentadora de televisió.
- Joane Somarriba (1972): ciclista. Guanyadora de tres Tour de França.
- Asier Villalibre Molina (1997): futbolista. Campió de la Copa del Rei 2024

## Ciutats Agermanades
- Catalunya, Berga (1986)
- Alemanya, Pforzheim (1988)
- Estats Units, Boise (1993)
- Mèxic, Celaya